# Андрєєво (Варнавинський район)
Андрєєво (рос. Андреево) — присілок в Варнавинському районі Нижньогородської області Російської Федерації.
Населення становить 106 осіб. Входить до складу муніципального утворення Богородська сільрада.

## Історія
Від 2009 року входить до складу муніципального утворення Богородська сільрада.

## Населення
| 1999 | 2002 | 2010 |
| ---- | ---- | ---- |
| 118  | ↗122 | ↘106 |